# Croci inverse
Le Croci inverse, denominate anche come Fly posteriori, dall'inglese rear delt raise, rear shoulder raise, posterior fly, reverse fly, inverted fly, back fly, rear delt fly, o bentover rear delt raise, sono un esercizio con i pesi mirato prevalentemente alla stimolazione del capo posteriore del muscolo deltoide, del gruppo muscolare dell'alta schiena, comprendente gli adduttori delle scapole (trapezio e romboidi), ed altri muscoli estensori orizzontali del braccio (come parte della cuffia dei rotatori).

## Esecuzione

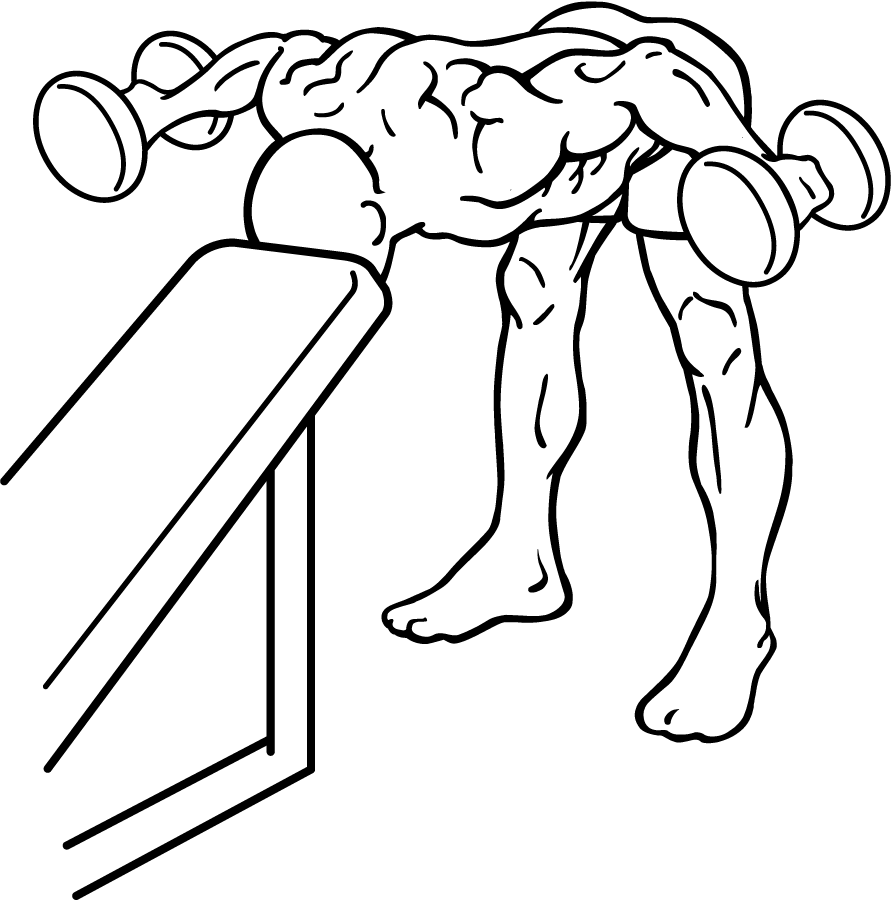
Fase finale di una croce inversa a busto flesso a 90° con la fronte in appoggio su panca.

Esistono molte tipologie di croci inverse, ma probabilmente le varianti a cui si fa più spesso riferimento sono rappresentate dall'esercizio con il busto flesso con i manubri, prendendo il nome di Alzate laterali a 90°, o Alzate laterali a busto flesso (standing dumbbell reverse fly). In questo caso l'esecutore porta il busto a flettersi raggiungendo un'inclinazione di circa 90°, quindi parallela al pavimento, dalla stazione eretta o seduto su panca. Nel caso il movimento venga svolto a busto flesso da seduti (seated dumbbell reverse fly), il busto deve essere portato in massima flessione fino a poggiare sulle cosce. L'esercizio può essere anche eseguito in modo che, dalla posizione eretta e il busto flesso a 90°, la fronte venga appoggiata su una panca per ridurre lo sforzo e lo stress muscoli estensori/stabilizzatori del busto (erettori spinali). Nella posizione di partenza le braccia sono perpendicolari al suolo, la presa sui manubri è solitamente in posizione neutra o prona, ma alcuni autori suggeriscono la presa in intrarotazione (mignolo in alto e pollice in basso) con la pretesa di isolare maggiormente il deltoide posteriore. Durante il movimento di abduzione orizzontale delle braccia, i gomiti sono leggermente flessi e bloccati, quindi non variano la loro lunghezza e non vengono mobilizzati durante l'esecuzione. Il blocco articolare del gomito rende tale esercizio monoarticolare o di isolamento, a significare che l'unica articolazione mobile durante il movimento è quella della spalla. Questo per ottenere in massimo isolamento del deltoide posteriore e dei muscoli dell'alta schiena e della spalla, escludendo la muscolatura che mobilita il gomito. Il movimento anatomico è chiamato abduzione orizzontale o estensione orizzontale del braccio, che per definizione si sposta sul piano trasversale rispetto al tronco. Per tanto, con busto a 90º parallelo al suolo, le braccia durante il movimento percorrono una linea esattamente perpendicolare rispetto al suolo mantenendosi in linea con le spalle. Guardando il soggetto dall'alto, gomiti, spalle e polsi devono trovarsi sulla stessa linea. Si può suggerire di mobilizzare le scapole in adduzione (retrarle, avvicinandole alla spina) durante la fase concentrica per enfatizzare ulteriormente l'attività dei muscoli dell'alta schiena quali trapezio con i fasci inferiori e mediali e i romboidi. L'impegno muscolare è prevalentemente a carico del deltoide posteriore, dei fasci mediali del trapezio, dei romboidi, del grande e piccolo rotondo e del sottospinato (questi ultimi due facenti parte del gruppo della cuffia dei rotatori).
La caratteristica comune di tutte le croci inverse, potenzialmente praticabili in posizioni del corpo molto diverse e con diversi attrezzi o macchinari, è semplicemente il movimento monoarticolare del braccio che in anatomia viene chiamato estensione orizzontale o abduzione orizzontale, il quale prevede di muovere l'arto in retroposizione su un piano immaginario, il piano trasversale, esattamente perpendicolare rispetto al busto o alla sua asse longitudinale. Può essere inteso come un movimento antagonista delle croci per il petto (chest fly), e per questo motivo l'esercizio prende il nome di croci inverse (reverse fly o inverted fly), in quanto i due esercizi condividono l'arco di movimento, il piano di lavoro (trasversale) e la modalità monoarticolare.

## Varianti

### Croci inverse su panca

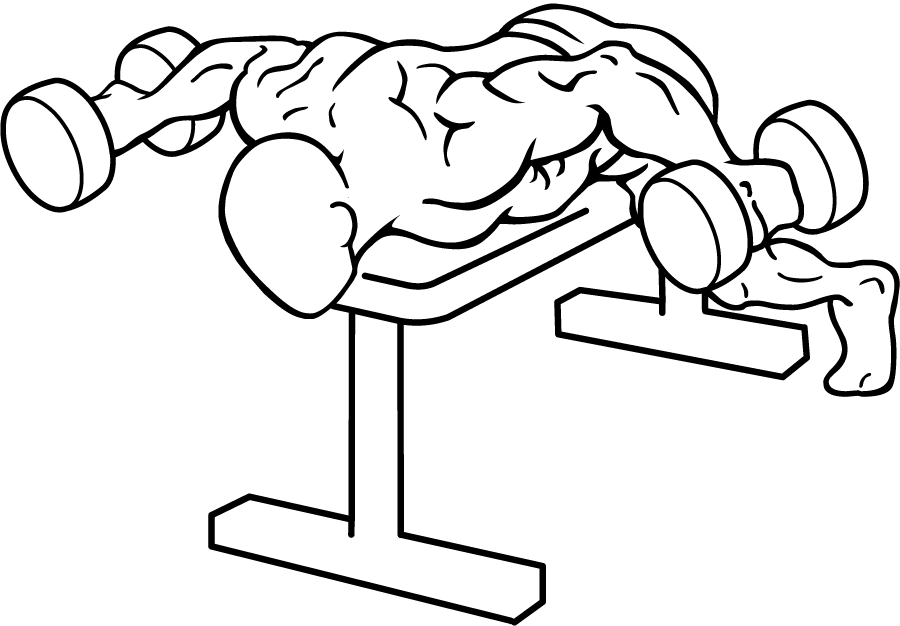
Fase finale di una croce inversa distesi proni su panca piana. L'appoggio del busto permette la completa esclusione dei muscoli stabilizzatori, rendendo l'esercizio più impegnativo.

Le croci inverse su panca (lying rear delt raise) vengono normalmente eseguite con i manubri con il busto in posizione prona su una panca piana o leggermente inclinata. Alcuni autori suggeriscono che questa variante sia da sostituire in toto alla versione in piedi per evitare impegni eccessivi del rachide. Il movimento è pressoché uguale, con la differenza che l'attivazione muscolare è maggiormente a carico dei muscoli impegnati nel movimento, contrariamente alla variante in piedi in cui gli erettori spinali devono mantenere una contrazione isometrica per permettere al busto di stabilizzarsi durante il movimento. Bisogna segnalare che, mentre la panca piana è in grado di permettere un movimento di pura abduzione orizzontale del braccio ricercata nel movimento (piano di lavoro perfettamente perpendicolare rispetto al busto e al suolo), la leggera inclinazione della panca porta inevitabilmente ad un'alterazione del piano di lavoro determinando un movimento leggermente diagonale rispetto al busto, e quindi portando tendenzialmente ad una distribuzione del carico leggermente differente tra i muscoli coinvolti. È possibile ipotizzare che più la panca viene inclinata e più vengono reclutati gli elevatori delle scapole, primo fra tutti il fascio discendente (superiore) del trapezio a scapito del fascio mediale e inferiore. È stato effettivamente dimostrato che i fasci inferiori e mediali del trapezio vengono reclutati più a 90° che a 160° di inclinazione del busto in pronazione, a significare che più la panca tende all'orizzontale, e più gli adduttori delle scapole vengono reclutati.

### Croci inverse ai cavi

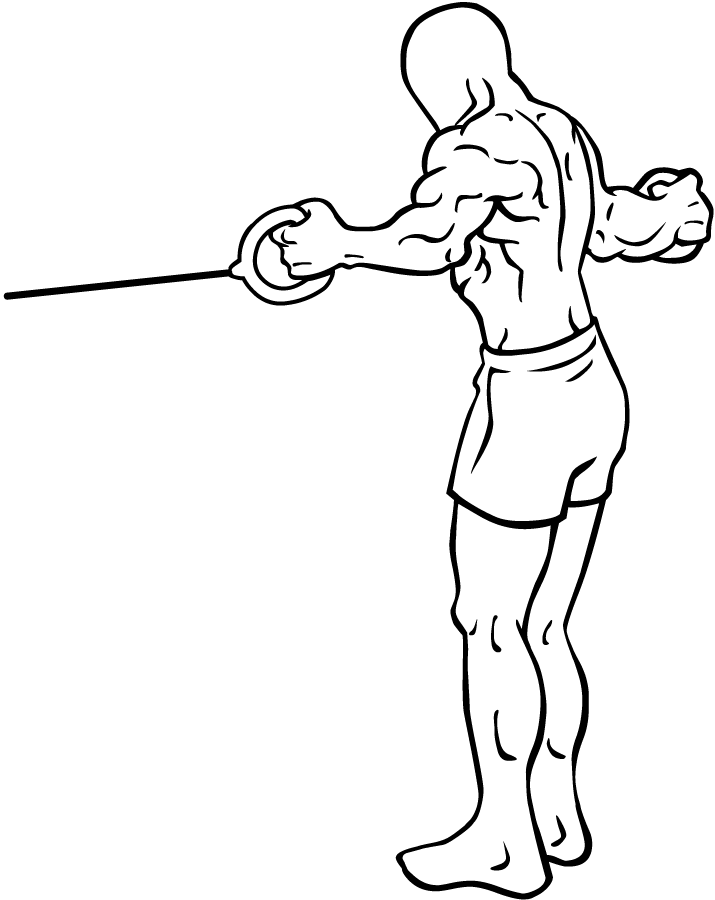
Fase finale di una croce inversa in posizione eretta ai cavi con origine dall'altezza delle spalle.

Le croci inverse ai cavi (reverse cross-over o rear delt cable cross-over) possono essere eseguite in una moltitudine di varianti, e vengono accomunate unicamente dall'utilizzo dei cavi al posto dei manubri. Queste modalità ricalcano il movimento delle croci inverse (estensione orizzontale), con il vantaggio però di ottenere una tensione meglio distribuita lungo tutto l'arco di movimento (ROM), e quindi di mantenere una certa tensione muscolare anche quando le braccia sono completamente flesse in orizzontale, quando invece con i manubri verrebbe persa. Ciò in quanto il cavo continua ad esercitare una resistenza, non essendo vincolato dalla gravità. L'indipendenza dalla gravità permette di eseguire l'esercizio con posizioni del corpo molto differenti, ad esempio distesi proni o supini su panca piana o inclinata, oppure in posizione eretta, una peculiarità che non può essere ottenuta con i pesi liberi. Le varianti proponibili sono:
- Croci inverse ai cavi alti in piedi: in questo caso l'esecutore si posiziona in stazione eretta, qualche passo dietro all'origine dei cavi. Se possibile, impostare i cavi in modo che originino all'altezza delle spalle, altrimenti scegliere i cavi alti cercando di eseguire per quanto possibile un movimento orizzontale rispetto al suolo. Ciò viene ottenuto posizionando il corpo diversi passi indietro rispetto all'origine dei cavi. Il movimento, analogo a quelle delle altre croci inverse, prevede un’estensione orizzontale delle braccia con i gomiti bloccati. Lo svantaggio in questo contesto è l'alto reclutamento dei muscoli stabilizzatori del corpo intero che devono mantenere la stazione eretta e porre resistenza contro la trazione dei cavi, portando per questo motivo a disperdere parte del lavoro dei muscoli agonisti e ridurre l'impegno specifico.
- Croci inverse ai cavi bassi a busto flesso a 90°:[4] tale variante impone una posizione del corpo analoga alle normali croci inverse a busto a 90° con manubri eseguita però ai cavi bassi[6]. Al contrario della precedente, la posizione del corpo, con le spalle, è allineata all'origine dei cavi bassi, e le gambe sono semiflesse e bloccate, evitando movimenti di rimbalzo. Similmente al precedente esercizio, anche questa versione presenta lo svantaggio di reclutare in maniera marcata gli stabilizzatori dell'intero corpo per mantenere la posizione a busto flesso, in questo caso con un maggiore accento sugli erettori spinali[7].

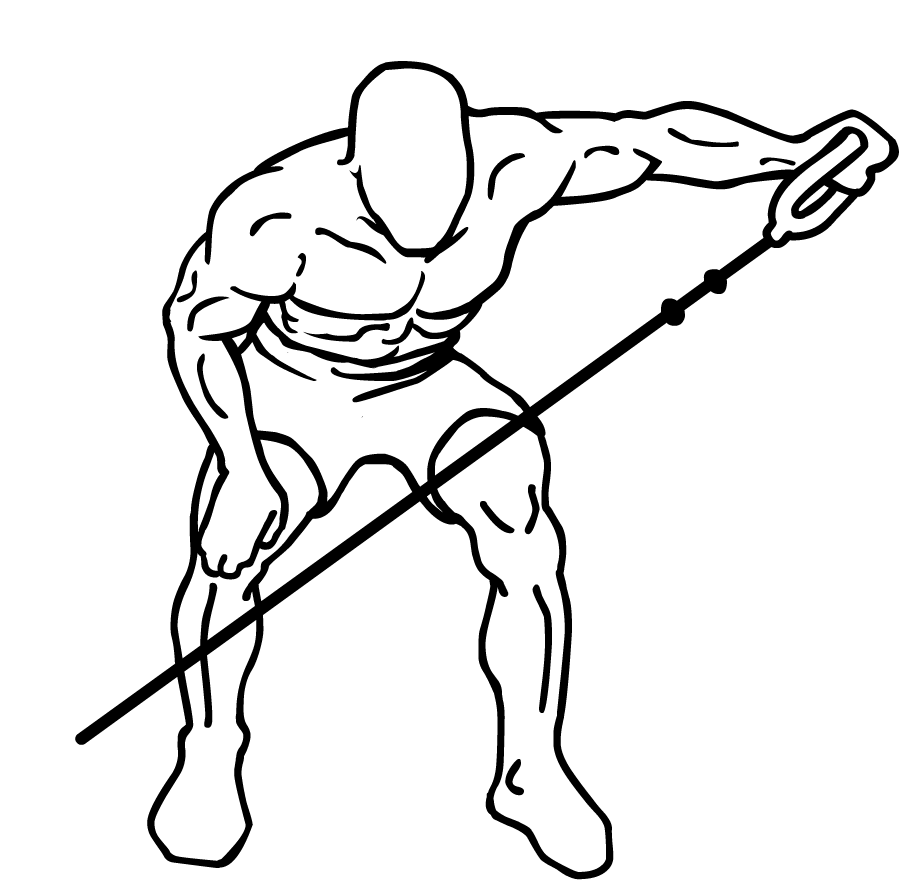
Fase finale di una croce inversa al cavo basso a busto flesso in modalità monolaterale.

- Croci inverse ai cavi proni su panca inclinata: questa variante si propone come la risposta ai cavi bassi delle croci inverse su panca inclinata con manubri. Come le altre varianti su panca, questo porta all'esclusione della muscolatura stabilizzatriche del corpo per poter focalizzare il lavoro solo sui muscoli coinvolti. Da notare che solo la leggera inclinazione della panca rende l'esercizio praticabile, in quanto la panca piana impedisce che i cavi possano passare al di sotto di essa. Come accennato, l'inclinazione della panca altera leggermente il piano di lavoro, portando potenzialmente ad una differente distribuzione dei carichi sui muscoli coinvolti. In tal caso è possibile ovviare a questo inconveniente posizionando la panca leggermente più indietro rispetto all'origine dei cavi bassi per rendere la traiettoria esattamente perpendicolare rispetto al busto, nonché per facilitare lo scorrimento dei cavi stessi.
- Croci inverse ai cavi alti supini su panca piana:[4] si tratta di un'ulteriore variante delle croci inverse ai cavi, più facile e vantaggiosa da eseguire rispetto alla precedente, in cui la panca piana viene posizionata in mezzo ai cavi alti. In posizione distesa supina, con le spalle posizionate all'altezza dell'origine dei cavi, si impugnano i cavi alti eseguendo il movimento delle croci inverse seguendo un piano esattamente perpendicolare rispetto al suolo.
- Croci inverse ai cavi alti supini su panca inclinata: è possibile identificare la terza variante delle croci inverse ai cavi su panca. In tal caso la panca viene inclinata di circa 45° e portata indietro rispetto all'origine dei cavi alti. L'inclinazione della panca e la sua posizione devono essere tali da permettere all'esecutore, in posizione distesa supina, di eseguire un movimento esattamente perpendicolare rispetto al busto.

### Rear deltoid machine
La rear deltoid machine, detta anche rear delt fly machine, reverse pec deck, reverse fly machine o in italiano pectoral machine inverso o pectoral inverso, è la risposta alle croci inverse alla macchina specifica. In buona parte dei casi tale macchinario è semplicemente una pectoral machine (o peck deck) per il petto eseguita in maniera inversa grazie all'apposita regolazione, e proprio per questo motivo viene denominato appunto pectoral machine inverso. Il macchinario, eseguito da seduti, impone una traiettoria guidata, e come tale favorisce la massima esclusione della muscolatura sinergica e stabilizzatrice, isolando maggiormente il lavoro sui muscoli agonisti. Similmente a quanto accade con le croci inverse ai cavi, la macchina è in grado di garantire una tensione costante lungo tutto il range di movimento (ROM). Anche in questo caso, per consentire una pura estensione orizzontale, è necessario posizionare il busto esattamente in verticale poggiando il petto sull'imbottitura, impugnare le maniglie mantenendo i gomiti all'altezza delle spalle, e regolare il sedile in maniera tale che il braccio, trovandosi flesso a 90° rispetto al busto, segua una traiettoria orizzontale e parallela al suolo. Per consentire ciò è necessario che spalle e gomiti si trovino alla stessa altezza muovendosi sullo stesso piano. Alcuni autori suggeriscono la rear delt machine come buona sostituzione alle normali croci inverse in caso di infortuni alla spalla o all'alta schiena, data la maggior facilità di esecuzione in una forma più corretta. Effettivamente il movimento altamente vincolato può essere più adatto per i neofiti, data la maggiore facilità di esecuzione comune nella maggior parte delle macchine isotoniche. Tuttavia, proprio per il ridotto grado di attivazione dei muscoli stabilizzatori e sinergici della spalla, questa variante può presentare uno svantaggio ai fini del rafforzamento della muscolatura che garantisce la stabilità dell'articolazione scapolo-omerale, come la cuffia dei rotatori, non rappresentando necessariamente la scelta più adatta per la riabilitazione da infortuni. Per di più, la traiettoria rigida e vincolata non risulta propriamente fisiologica in termini articolari, ribadendo ulteriormente la possibile inadeguatezza rispetto ad altre varianti a traiettoria libera. Ad esempio le croci inverse ai cavi potrebbero essere più adatte a questo scopo data l'assenza di vincoli articolari.
Alcune analisi elettromiografiche hanno rilevato che la rear delt machine favorisca la maggiore attivazione del deltoide posteriore se paragonata ad altri esercizi per i deltoidi come la alzate laterali ai manubri o ai cavi (Botton et al., 2013). Questi risultati erano piuttosto prevedibili, poiché le alzate laterali sono primariamente un esercizio per i deltoidi laterali e anteriori. La presa sulle maniglie in genere risulta prona o neutra, tuttavia, a questo proposito, un'interessante ricerca scientifica recente (Schoenfeld et al., 2013) sull'utilizzo della rear delt machine ha esaminato l'impatto della variazione della posizione della mano, e di conseguenza l'alterazione della rotazione dell'omero, sull'attività dei vari muscoli coinvolti nel movimento. I risultati dello studio mostrano che l'esecuzione dell'esercizio al macchinario con la presa neutra (influendo su una maggiore extrarotazione dell'omero) aumenta in modo significativo l'attività del deltoide posteriore e dell'infraspinato rispetto ad una presa prona. In base a questi risultati è possibile suggerire una presa neutra (mignolo in basso e pollice in alto) sul macchinario per enfatizzare lo stimolo sul deltoide posteriore e sul sottospinato.

## Errori e infortuni
Il movimento di estensione orizzontale è per definizione praticabile imponendo al braccio di seguire in retroposizione una linea perpendicolare rispetto al busto, muovendosi quindi sul piano trasversale. Alcuni errori spesso commessi sono causati proprio da un'alterazione della traiettoria, determinata dalla posizione del busto e/o dalla posizione dei gomiti rispetto alle spalle. Ad esempio, durante la croci inverse a busto flesso a 90° con manubri, l'errore potrebbe essere quello di flettere il busto ad un livello superiore o inferiore ai 90°. Se il busto non si trova all'incirca orizzontale e parallelo al suolo, ecco che il movimento di estensione orizzontale subirà un'alterazione non risultando più esattamente perpendicolare. Questo errore può essere commesso pressoché in tutte le altre varianti delle croci inverse: quando il piano di lavoro sul quale si muove il braccio non risulta più perpendicolare in rapporto al tronco, ciò può portare a distribuire differentemente l'attività muscolare. L'alterazione può essere causata anche dalla traiettoria dei gomiti. Se durante l’estensione orizzontale i gomiti si trovano più in alto o più in basso rispetto alla linea delle spalle, questo può essere considerato un errore in quanto comporta un differente reclutamento muscolare. Ad esempio, nelle croci inverse con manubri su panca inclinata, l'inclinazione stessa comporta una differente attivazione muscolare. Una ricerca ad esempio ha rilevato che i fasci inferiori e mediali del trapezio vengono reclutati più a 90° che a 160° di inclinazione del busto in pronazione, a significare che più la panca tende all'orizzontale, e più gli adduttori delle scapole vengono reclutati e viceversa. Allo stesso modo, se i gomiti seguono una traiettoria ad un livello inferiore rispetto all'altezza delle spalle, questo comporta un crescente reclutamento del grande dorsale, il quale durante la pura estensione orizzontale esercita una funzione irrilevante, spesso non venendo neppure citato come muscolo protagonista o sinergico in questo movimento. Tuttavia abbassando i gomiti, il movimento tende sempre più ad un’estensione pura del braccio (piano sagittale), ovvero un movimento che è di piena competenza del grande dorsale, e il crescente intervento del grande dorsale determina di conseguenza la perdita dell'esclusività dell'isolamento dei deltoidi posteriori e dell'alta schiena. Ciò spiega in parte perché, a causa dell'inattività del grande dorsale durante l’estensione orizzontale del braccio, la capacità di sollevamento del carico si riduce drasticamente rispetto all’estensione pura.

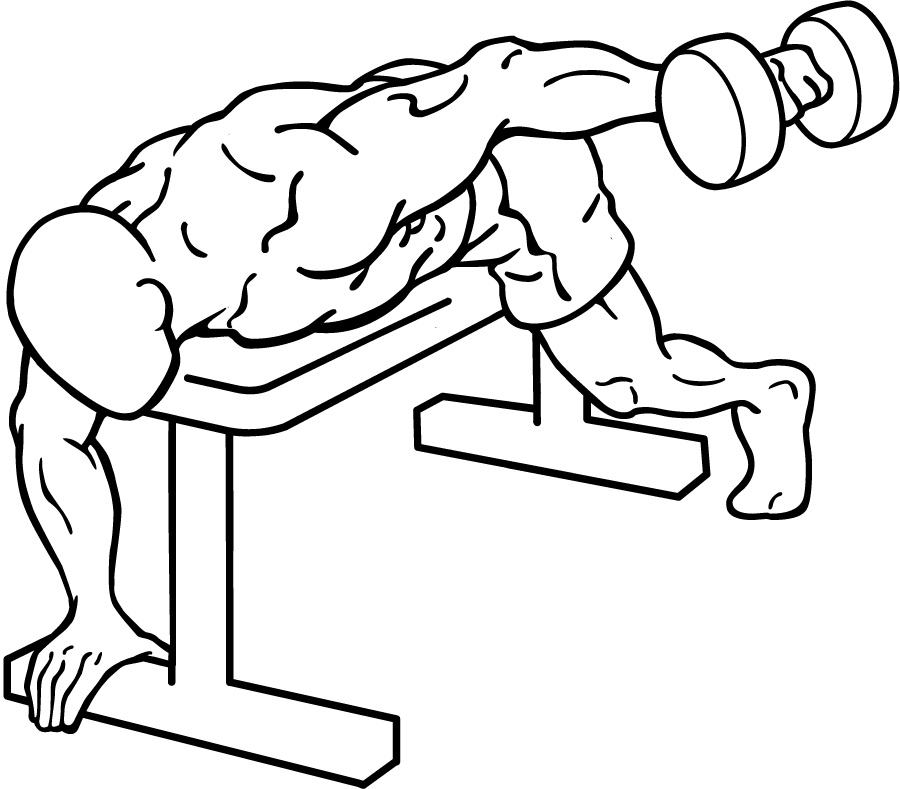
Rappresentazione delle croci inverse unilaterali in posizione distesa prona su panca piana: in questa modalità viene completamente evitato lo stress sulla bassa schiena.

Un altro errore comune è quello di modificare il grado di flessione/estensione del gomito, o flettere troppo i gomiti durante l'esecuzione dell'esercizio. Nel primo caso esso perde la caratteristica di esercizio monoarticolare, e quindi di isolamento, reclutando ulteriori gruppi muscolari e riducendo il braccio di leva, e quindi il carico percepito. Ciò rende l'esercizio una sorta di rematore a gomiti larghi, in cui viene prevista la flessione del gomito nella fase positiva e l’estensione nella fase negativa. Nel secondo caso, un'eccessiva flessione del gomito, bloccato, durante l'esercizio, tende semplicemente a facilitarne l'esecuzione per lo stesso motivo della riduzione del braccio di leva, e quindi del carico. I gomiti dovrebbero risultare semiflessi, ma vicini alla massima estensione, e bloccati.
Alcuni autori in aggiunta suggerirebbero di evitare le varianti delle croci inverse in piedi a busto flesso a 90° per evitare lo stress al rachide. Effettivamente, sia nei giovani che negli adulti, il principale infortunio causato dai pesi coinvolge la bassa schiena. Il maggior numero di infortuni legati all'esercizio coi pesi è causato dagli esercizi in cui l'esecutore è in una postura a busto flesso, come lo stacco da terra o il rematore per il grande dorsale. Ad esempio, il rematore con bilanciere viene spesso eseguito in piedi con alti carichi a busto flesso, similmente alle croci inverse. Questa posizione crea forse la maggior tensione contrattile sulla muscolatura della spina lombare e la maggiore pressione sui dischi lombari. Tuttavia, i carichi utilizzati nelle croci inverse sono molto inferiori rispetto a quelli usati in altri esercizi a busto flesso, ad esempio, con i rematori per il grande dorsale, per tanto il sovraccarico sulla bassa schiena risulta notevolmente inferiore. Il pericolo di infortuni può dunque essere poco significativo con l'utilizzo di bassi carichi e un movimento pulito senza bruschi movimenti compensatori. Questo considerando che le croci inverse con manubri, se svolte con un movimento pulito e corretto, prevedono l'uso di carichi tendenzialmente non superiori ai 6–8 kg. Ad ogni modo, nel caso si intenda prevenire completamente l'eventuale stress sulla bassa schiena indotto dalla posizione a busto flesso, è possibile eseguire le croci inverse con manubri da distesi proni su panca piana (vedi immagine).

## Croci inverse nel riequilibrio posturale
Le croci inverse, nelle svariate forme, rappresentano uno degli esercizi con sovraccarichi più utili in un programma di correzione della postura. L'esercizio consente di sollecitare in maniera isolata proprio quei gruppi muscolari che, se tonificati e accorciati, consentono di contrastare l'antiversione delle spalle, le scapole alate, l'intrarotazione dell'omero, e nel complesso l'accentuazione della curva toracica del rachide, la cifosi dorsale. I gruppi muscolari principalmente implicati sono gli adduttori delle scapole (trapezio inferiore e mediale e romboidi), e gli extrarotatori del braccio (piccolo rotondo, sottospinato, sovraspinato, e deltoide posteriore).
Molto spesso infatti i bodybuilder, o in generale gli atleti di forza, tendono a presentare uno squilibrio muscolare che vede l'ipertono degli intrarotatori del braccio e una debolezza degli extrarotatori. Infatti un classico programma di allenamento coi pesi viene dedicato allo stimolo del grande pettorale, del grande dorsale, e del deltoide anteriore, e l'iperstimolazione di questi tende a produrre l'intrarotazione dell'omero e l'antiversione delle spalle. Mentre al contrario, il gruppo di muscoli antagonisti, cioè gli extrarotatori del braccio e i retropositori delle spalle (adduttori delle scapole) vengono spesso tralasciati. Le croci inverse quindi possono portare a riequilibrare il tono di quei gruppi muscolari che vengono spesso trascurati, e che possono migliorare uno stato posturale alterato. Le posture che più necessiterebbero di questo tipo di esercizio sono quelle che presentano un aumento della curva cifotica, caratteristica presente nella postura ipercifotica, cifo-lordotica o sway back. Queste posture condividono un allungamento e una debolezza degli adduttori delle scapole e spesso degli extrarotatori, lasciando intendere l'utilità delle croci inverse.
Quindi, per migliorare la condizione posturale di ipercifosi dorsale, è necessario:
- allungare gli intrarotatori del braccio e antepositori delle spalle/abduttori delle scapole (grande pettorale, grande dorsale, grande rotondo, piccolo pettorale, deltoide anteriore);
- tonificare e accorciare gli extrarotatori del braccio e retropositori delle spalle/adduttori delle scapole (sottospinato, sovraspinato, piccolo rotondo, deltoide posteriore, trapezio, romboidi), ovvero tutti muscoli che vengono stimolati in isolamento dalle croci inverse;

## Modifica del range di movimento (ROM)

### Pesi liberi e perdita della tensione muscolare

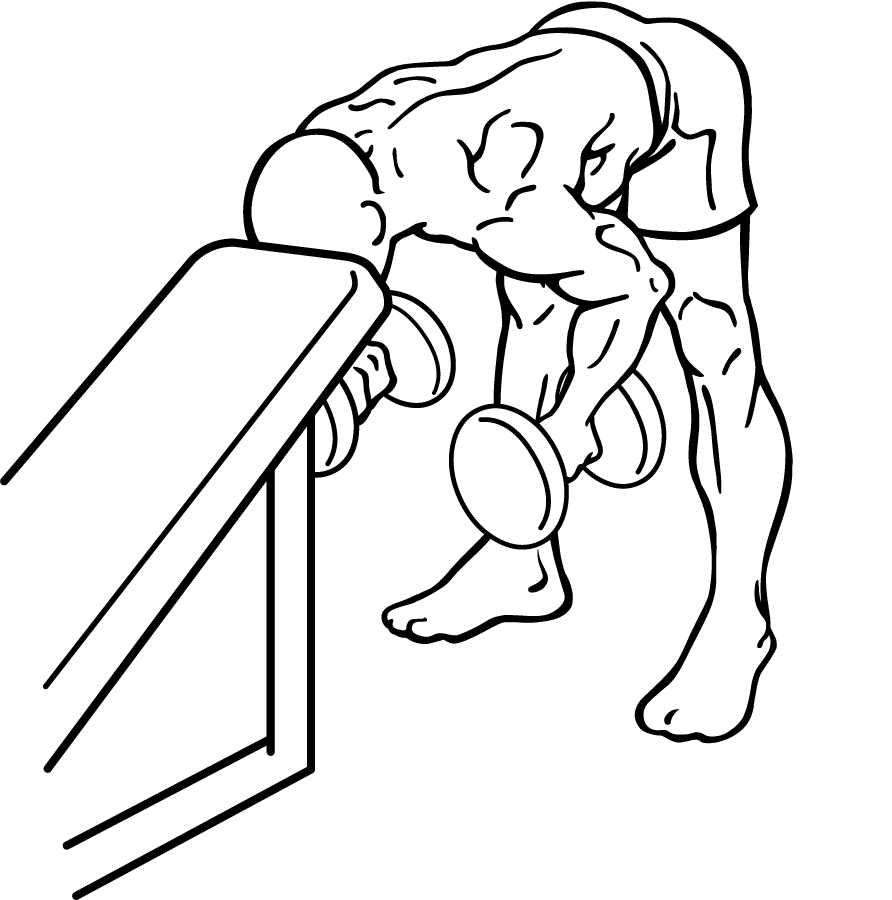
Fase iniziale di una croce inversa a busto flesso a 90° con manubri: quando le braccia si trovano perpendicolari al suolo la tensione muscolare viene completamente persa, determinando una sorta di interruzione dell'attività muscolare.

Una questione che può essere discussa nel contesto dell'esecuzione delle croci inverse è l'eventuale modifica del range di movimento (ROM, range of motion). Il normale movimento di una croce inversa è una completa estensione orizzontale, che parte da una flessione del braccio a 90° sulla spalla seguendo una traiettoria perpendicolare in rapporto al tronco in retroposizione. Si potrebbe suggerire che il movimento completo possa essere modificato per diversi motivi. In primo luogo, nelle varianti a busto flesso a 90° (su panca o in piedi) con manubri, quando un arto raggiunge la massima flessione orizzontale (punto di partenza), i muscoli coinvolti perdono tensione a causa del vincolo imposto dalla forza di gravità. La perdita della tensione muscolare in una parte del range di movimento è una peculiarità soprattutto negli esercizi ai pesi liberi, in cui la gravità impone che più un segmento durante il movimento si avvicina al perpendicolare rispetto al suolo e più la tensione muscolare viene attenuata fino ad essere persa. Viceversa più un segmento tende ad avvicinarsi all'orizzontale rispetto al suolo, e più la tensione aumenta (in questo caso il punto di massima contrazione nell'esercizio coincide con il punto di massima tensione muscolare). Il punto in cui la resistenza durante il range di movimento è maggiore è chiamato peak torque, e nei pesi liberi questo è riconosciuto quando il segmento in movimento è parallelo al suolo. Questo "inconveniente" viene attenuato negli esercizi ai cavi o alle macchine isotoniche, in cui la tensione risulta più distribuita lungo il ROM. Per tanto, raggiungere il massimo livello di flessione orizzontale nelle varianti delle croci inverse a busto flesso con manubri potrebbe essere ritenuto un ostacolo ai fini della massima stimolazione muscolare, determinando una sorta di sosta tra le ripetizioni, e naturalmente facilitandone l'esecuzione a parità di carico utilizzato. Non a caso viene rilevato che, durante una serie, le pause tra le ripetizioni (come quelle determinate in questo caso dalla momentanea perdita di tensione a causa della gravità) tendano a portare ad una riduzione della secrezione di lattato e molecole come GH e catecolammine rispetto alle ripetizioni continuate, e ciò si traduce in uno stress inferiore rispetto ad un'esecuzione in cui viene evitata la fase dell'arco di movimento più facile, dove i muscoli coinvolti perdono tensione. Questo problema naturalmente è meno enfatizzato nelle varianti delle croci inverse ai cavi, le uniche che permettono il ROM maggiore in assoluto, mantenendo una certa tensione muscolare lungo tutto il ROM percorso. Tuttavia, anche in questi casi si può suggerire una riduzione del ROM per i motivi esposti in seguito.

### Legge della plasticità muscolare ed equilibrio posturale

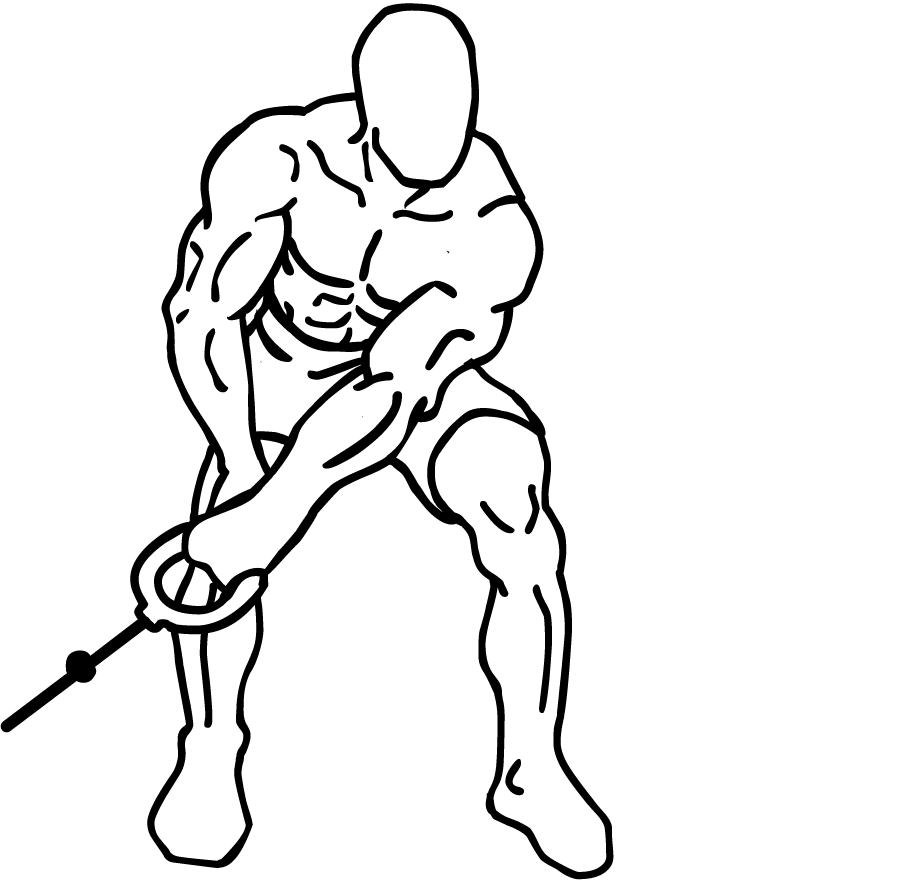
Fase finale di una croce inversa a busto flesso a 90° ai cavi bassi in modalità monolaterale: i cavi permettono di aumentare significativamente il ROM più di tutte le altre varianti, permettendo di superare il limite imposto da macchine e manubri.

Un motivo più importante per il quale il ROM delle croci inverse può essere ridotto, è la sua implicazione in un eventuale programma di correzione o bilanciamento posturale. Esiste una teoria, basata sulla Legge della plasticità muscolare, che sostiene la possibilità di modificare la lunghezza dei fasci muscolari coinvolti in un movimento in base all'arco di movimento che percorrono. Se ad esempio, un muscolo vuole essere accorciato, viene suggerito che esso debba seguire un range di movimento parziale evitando la fase di massimo allungamento. Nel caso specifico della correzione posturale, i gruppi muscolari coinvolti dall'esercizio delle croci inverse necessitano di essere accorciati per favorire una riduzione della curva cifotica e dell'intrarotazione dell'omero, e può essere quindi suggerito di eseguire l'esercizio evitando il massimo allungamento (cioè la massima flessione orizzontale), per enfatizzare questo processo. A questo proposito, sebbene le varianti ai cavi permettano di aumentare notevolmente il ROM più di tutte le altre modalità superando il limite imposto dai pesi liberi o dai macchinari, ai fini posturali sarebbe opportuno, ammesso che la teoria della Legge della plasticità muscolare sia fondata, ridurre l'arco di movimento ben prima che le braccia raggiungano la flessione orizzontale. Va inoltre tenuto conto del fatto che la riduzione del ROM in massimo allungamento potrebbe essere estesa non solo ai soggetti con problematiche posturali evidenti, ma anche alla media dei soggetti, in quanto muscoli come i fasci inferiori e mediali del trapezio e i romboidi di base tendono nel tempo ad indebolirsi e allungarsi.

### Conclusioni
In conclusione, il range di movimento delle croci inverse, nelle sue diverse forme, può essere modificato evitando il massimo allungamento (quando il braccio è in massima flessione orizzontale), e accentuando la massima contrazione (portando il braccio in massima estensione orizzontale, un livello in cui i gomiti vengono spinti al massimo in retroposizione, e le scapole subiscono la massima adduzione o retrazione). Questo permetterebbe di:
- non perdere la tensione muscolare evitando i punti morti nell'arco di movimento favorendo uno stimolo continuato e maggiore (nei pesi liberi a busto flesso);
- enfatizzare il massimo accorciamento di quei gruppi muscolari che partecipano al processo di correzione posturale;

## Aspetti biomeccanici
Le croci inverse vengono considerate spesso un esercizio per la porzione posteriore del muscolo deltoide. Ad ogni modo è possibile riconoscere che tale movimento coinvolga molti più gruppi muscolari, e può essere giudicato anche uno dei più efficaci per stimolare il gruppo dell'alta schiena (trapezio e romboidi), oltre che parte della cuffia dei rotatori, nello specifico gli extrarotatori del braccio (sottospinato, piccolo rotondo, sovraspinato). Fatte queste considerazioni, non è possibile ritenere gli esercizi che prevedono un movimento di estensione orizzontale, come le croci inverse, più orientati allo stimolo selettivo del deltoide posteriore, in quanto l'alta schiena viene coinvolta allo stesso modo. Per questi motivi tale famiglia di esercizi è utile per enfatizzare lo stimolo su diversi gruppi muscolari. Ad esempio, può essere interessante notare che alcune ricerche hanno riconosciuto nelle croci inverse uno dei migliori esercizi per la stimolazione dei fasci inferiori del trapezio.
Per quanto riguarda il reclutamento del deltoide, durante l’estensione orizzontale la porzione posteriore risulta il fascio principalmente implicato, mentre la porzione laterale ha un ruolo inferiore ma comunque significativo. Il capo anteriore in questo caso risulta antagonista, in quanto responsabile di movimenti diametralmente opposti quali la flessione, la flessione orizzontale, l’intrarotazione e in parte l’abduzione del braccio.

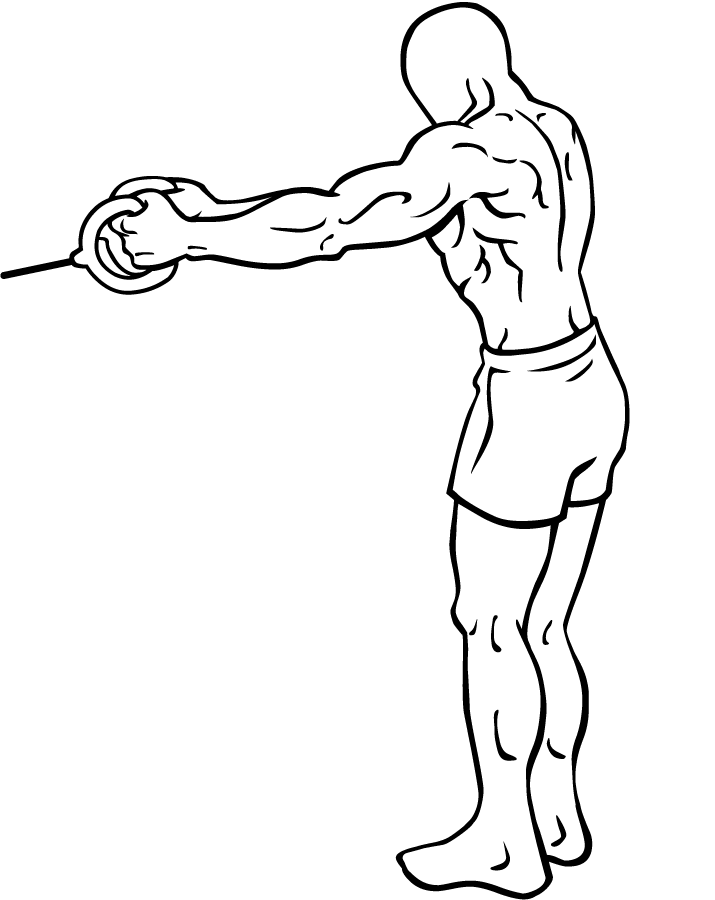
Fase iniziale di una croce inversa ai cavi in piedi: nei primi gradi dell'estensione orizzontale gli iniziatori del movimento sono gli adduttori delle scapole, prima del deltoide.

Analizzando i muscoli dell'alta schiena, l’estensione orizzontale risulta un efficace movimento per reclutare i fasci inferiori e mediali del trapezio e i romboidi. Infatti si può notare che il movimento di estensione orizzontale del braccio impone una concomitante adduzione delle scapole, cioè un avvicinamento di questi segmenti alla spina (determinando la retrazione delle spalle), proprio ad opera di questi muscoli. Al fine di focalizzare il maggiore lavoro sui deltoidi, alcuni autori hanno suggerito di non aprire (abdurre) le scapole durante la fase negativa del movimento, proprio per impedire che parte dello sforzo venga trasferito sui muscoli dell'alta schiena. Effettivamente la retrazione delle scapole è di competenza dei suoi adduttori, e viene rilevato che i fasci inferiori e mediali del trapezio risultino gli iniziatori del movimento prima del deltoide posteriore, quindi si può teorizzare che riducendo il movimento delle scapole durante l'esecuzione, o evitando la fase di massimo allungamento, l'esercizio delle croci inverse possa focalizzare un maggiore sforzo sugli estensori orizzontali del braccio rispetto agli adduttori delle scapole. Per quanto riguarda la variazione della presa sullo stimolo dei muscoli dell'alta schiena, è stato rilevato che la rotazione dell'omero in extrarotazione o in posizione neutra risulti egualmente efficace per questo scopo.
Si è anche teorizzato che i deltoidi posteriori vengano più attivamente reclutati se durante il movimento di estensione orizzontale il braccio rimane intrarotato, una condizione favorita da un'impugnatura in intrarotazione, con il pollice in basso e il mignolo in alto. Tale teoria sarebbe supportata dal fatto che il capo posteriore del deltoide è anche un extrarotatore dell'omero, quindi con l'intrarotazione il fascio viene portato in prestiramento, e di conseguenza sarebbe maggiormente sollecitato. Ciò che può far riflettere su questo principio è il fatto che il prestiramento muscolare spesso si presenta come utile ai fini del maggiore reclutamento di un fascio muscolare, e in alcuni test è stato visto che durante il movimento di abduzione del braccio sul piano scapolare (in cui il braccio è flesso in orizzontale di circa 30°), il capo posteriore del deltoide mostrava una maggiore attivazione quando l'omero era intrarotato (empty can) rispetto a quando era extrarotato (full can). Tuttavia, altri test diretti sul movimento di estensione orizzontale hanno più volte stabilito che l'extrarotazione del braccio (ottenibile con la presa supina) sia altamente efficace per reclutare il deltoide posteriore. Altre ricerche hanno determinato che l’estensione orizzontale sia ugualmente efficace sia in intrarotazione che in extrarotazione, mentre una ricerca che analizzava la rear deltoid machine ha trovato che la presa neutra (maggiore extrarotazione) sia meglio di quella prona per la sua stimolazione. Ciò rimetterebbe in discussione la teoria dell'intrarotazione e del conseguente prestiramento del capo posteriore per enfatizzarne lo stimolo, anche se in realtà non sono stati condotti dei test diretti sul confronto tra le diverse impugnature per verificare se questa strategia possa essere effettivamente meno utile. Solitamente tuttavia viene suggerita l'extrarotazione del braccio durante il movimento, una condizione possibile con la presa neutra o meglio supina.
Il movimento di estensione orizzontale delle croci inverse è anche in grado di reclutare altamente alcuni muscoli della cuffia dei rotatori. Si fa particolare riferimento all'infraspinato, sovraspinato, e piccolo rotondo. Anche il capo lungo del tricipite brachiale dimostra una certa attività nel movimento.
Muscoli coinvolti nell'estensione (o abduzione) orizzontale del braccio:
- Muscolo deltoide (capo posteriore e laterale)
- Muscolo sottospinato
- Muscolo sovraspinato
- Muscolo piccolo rotondo
- Muscolo grande rotondo
- Muscolo tricipite brachiale (capo lungo)

Muscoli coinvolti nell'adduzione delle scapole:
- Muscolo trapezio (fasci mediali e ascendenti)
- Muscoli piccolo e grande romboide